# Burgl Färbinger
Bürglinde Färbinger detta Burgl (Oberau, 10 ottobre 1945 – Berchtesgaden, 22 maggio 2025) è stata una sciatrice alpina tedesca che gareggiò per la nazionale tedesca occidentale e, ai IX Giochi olimpici invernali di Innsbruck 1964, per la Squadra Unificata Tedesca.

## Biografia
Sciatrice polivalente originaria di Berchtesgaden, Burgl Färbinger debuttò in campo internazionale in occasione del Critérium de la première neige 1962 (Val-d'Isère, 12-16 dicembre), classificandosi 15ª nello slalom speciale e 11ª nella combinata; nel prosieguo della stagione si piazzò 3ª in tutti e tre gli slalom giganti delle 3-Gipfel-Rennen (Arosa, 22-24 marzo), chiudendo 2ª nella classifica finale.
Ai IX Giochi olimpici invernali di Innsbruck 1964 (validi anche come Mondiali 1964), sua prima presenza olimpica, si piazzò 12ª nella discesa libera, 18ª nello slalom gigante e non completò lo slalom speciale; due anni dopo ai Mondiali di Portillo 1966 vinse la medaglia di bronzo nella discesa libera e fu 9ª nello slalom gigante, 14ª nello slalom speciale e 4ª nella combinata. In Coppa del Mondo esordì nella gara inaugurale del circuito femminile, lo slalom speciale disputato il 7 gennaio 1967 a Oberstaufen (9ª), ottenne il primo podio il giorno dopo nella medesima località in slalom gigante (2ª) e conquistò l'unica vittoria, nonché suo secondo e ultimo podio, il 1º febbraio a Monte Bondone in slalom speciale; nella stessa stagione si classificò 3ª nella discesa libera e 2ª nella combinata della Coppa dei Paesi alpini disputata a Badgastein tra il 7 e il 12 febbraio.
Ai X Giochi olimpici invernali di Grenoble 1968 (validi anche come Mondiali 1968), sua ultima presenza olimpica, si classificò 14ª nella discesa libera, 10ª nello slalom gigante, 6ª nello slalom speciale e 6ª nella combinata, disputata in sede olimpica ma valida solo ai fini iridati. L'ultimo piazzamento a punti della sua carriera in Coppa del Mondo fu il 6º posto ottenuto nello slalom gigante disputato a Val-d'Isère l'11 dicembre 1968; tre giorni dopo si classificò 3ª nello slalom speciale disputato nella medesima località, valido solo per il Critérium de la première neige. In Coppa del Mondo colse l'ultimo piazzamento l'8 febbraio 1969 a Vipiteno in slalom speciale (15ª) e prese per l'ultima volta il via il 17 febbraio successivo a Vysoké Tatry in slalom gigante, senza completare la prova; si ritirò al termine di quella stessa stagione e sposò lo slittinista Max Leo.

## Palmarès

### Mondiali
- 1 medaglia:
  - 1 bronzo (discesa libera a Portillo 1966)

### Coppa del Mondo
- Miglior piazzamento in classifica generale: 7º nel 1967
- 2 podi:
  - 1 vittoria
  - 1 secondo posto

#### Coppa del Mondo - vittorie
| Data             | Località      | Paese  | Specialità |
| ---------------- | ------------- | ------ | ---------- |
| 1º febbraio 1967 | Monte Bondone | Italia | SL         |

Legenda:

SL = slalom speciale

### Campionati tedeschi
- 8 ori (discesa libera nel 1963; discesa libera nel 1965; discesa libera, slalom speciale nel 1966; slalom gigante nel 1967; slalom gigante, slalom speciale nel 1968; discesa libera nel 1969)[9]
- 1 bronzo (dati parziali: combinata nel 1965[10])